# 石川松太郎
石川 松太郎（いしかわ まつたろう、1926年4月20日 - 2009年5月26日）は、日本の教育学者である。
東京出身。東京文理科大学卒業。和洋女子大学教授、図書館長、日本女子大学教授を経て、昭和女子大学大学院講師を務めた。父は石門心学研究の石川謙。父のあとを継ぐように日本教育史の研究に志す。江戸時代の寺子屋の研究や、そこで使われた往来物と呼ばれる教科書類の研究に力を注ぎ、謙堂文庫と称する、往来物などのコレクションは、近世往来物集成として刊行されるにいたった。
また、時代劇などでの寺子屋が登場する場面などでの、時代考証の指導をすることもあった（NHK『寺子屋ゆめ指南』など）。
なお、謙堂文庫の往来物コレクションは、没後は東京書籍の運営する東書文庫に移管され、その他の近世期の和書は横浜国立大学の図書館に寄贈された。
日本家政学会食文化研究部会では、石川松太郎賞を制定し、新進研究者を表彰している。

## 著書
- 『教育史に関する文献目録並に解題』大日本雄弁会講談社　1953
- 『藩校と寺子屋』教育社歴史新書　1978
- 『往来物の成立と展開』雄松堂出版　1988

### 共編著
- 『日本教科書大系 往来編』全15巻 別巻2　石川謙共編　講談社　1967-77
- 『日本の家庭教育』石川謙共著　大日本女子社会教育会　1969
- 『日本子どもの歴史　武士の子・庶民の子』直江広治共編 第一法規出版　1977
- 『日本教育史』著者代表　玉川大学出版部　1987
- 『教育の歴史 日本における教育の歩みを中心に』編著　放送大学　1991
- 『人づくり風土記 江戸時代』全45巻　稲垣史生,加藤秀俊共編纂　農山漁村文化協会　1994-97
- 『教育の歴史 近現代の教育を中心に』改訂版 編著　放送大学　1995

### 校訂など
- 『庭訓往来』校注　平凡社・東洋文庫　1973
- 『女大学集』編　平凡社・東洋文庫 1977
- 『世界教育宝典 日本教育編 第7 貝原益軒・室鳩巣集』校註 玉川大学出版部　1967
- 『往来物分類集成 マイクロフィルム版 解説目録 2 女子用往来編』天野晴子共編著　雄松堂フィルム出版　1994